# Munro Leaf
Wilbur Monroe Leaf (Conocido como Munro Leaf), fue un escritor estadounidense de literatura infantil que escribió e ilustró cerca de 40 libros, durante su carrera de 40 años. Es conocido por su obra El Cuento de Ferdinando (1936), un libro clásico para niños. Este libro fue etiquetado como subversivo, y agitó una controversia internacional en especial en España y Alemania.

## Vida
Wilbur Monroe Leaf nació el 4 de diciembre de 1905 en Hamilton, Maryland. Es hijo de Charles W. Leaf (1871-1965) y Emma India Leaf. Monroe Leaf tenía una hermana mayor, Elizabeth W. Leaf. En 1910 su familia vivía en Washington D. C., donde su padre había establecido su carrera como maquinista en la Oficina de Imprenta del Gobierno (Government Printing Office). Leaf se graduó de la Universidad de Maryland en 1927 donde había jugado lacrosse y había sido tesorero de la clase, y de la Universidad de Harvard con un título de Máster en literatura Inglesa en 1931. Se casó con Margaret Pope y fue de luna de miel por Europa en 1928. Él enseñó en la escuela secundaria y luego trabajó como editor em la editorial Frederick A. Stokes Company. Una vez Leaf comentó: "Al principio de mi carrera de escritor me di cuenta de que si uno encuentra algunas verdades que merezcan ser contadas, se las debe decir a los jóvenes en términos que sean comprensibles para ellos."
El escribió El Cuento de Ferdinando con su amigo, el ilustrador Robert Lawson. La historia, que sigue a un calmado toro en la España rural, que prefiere oler las flores a las corridas de toros, provocó una gran controversia en su época debido a que Ferdinando fue considerado por algunos como un símbolo pacifista. Prohibido en España y quemado como propaganda en la Alemania nazi, el libro tiene más de 60 traducciones a lenguas extranjeras y nunca ha salido de la imprenta. La historia fue adaptada para una película de Walt Disney, que ganó un premio de la Academia en 1938.
Leaf y Lawson en su segunda colaboración con, Wee Gillis, hicieron una historia sobre un chico que vive en Escocia a medio camino entre la familia de su padre en las tierras altas y la de su madre en las tierras bajas, fue citado como un libro de Honor en Caldecott en 1939.
Wilbur Monroe Leaf falleció el 21 de diciembre de 1976.

## Watchbirds
Otra creación notable de Leaf fue la serie de dibujos animados Watchbirds, una sátira de dibujos animados sobre el comportamiento humano.  Apareció como un elemento habitual en la revista Ladies' Home Journal y más tarde fue recogido en varios libros.
Durante la Segunda Guerra Mundial, Leaf y Ted Geisel (también conocido como Dr. Seuss) crearon el cómic cuya historia gira This Is Ann, alrededor de un mosquito y de la difusión de la malaria para la que los hombres no tomaron precauciones.
El 22 de abril de 1995, Leaf fue incluido en el Salón de la Fama de los alumnos de la Universidad de Maryland. Algunos de sus libros han sido llevados de vuelta a la imprenta en los últimos años.

## Música
El compositor Inglés Alan Ridout llevó El Cuento de Ferdinando a la música. Una versión en francés, fue publicado por Analekta (AN2 8741-2), en solitario por Angèle Dubeau, narrado por Pierre Lebeau.
En 1998, la Orquesta de Minnesota encargó a Alice Gómez, escribir dos obras musicales basadas en El Cuento de Ferdinando. Compuesto en un estilo español, El Piquete de Abeja (the Bee Sting) y la Habanera de Ferdinand componen la suite de inspiración de Ferdinand. Estas obras fueron registradas en 2008 por la Filarmónica de Míchigan y están disponibles en su CD  de mágicas melodías y Leyendas maravillosos.